# ミヤマヒタキ
ミヤマヒタキ（深山鶲、学名：Muscicapa ferruginea）とは、スズメ目ヒタキ科に分類される鳥類の一種である。

## 形態
体長は12-13cm。
嘴は黒色。白いアイリングがあり、顎線と額から頭頂にかけては暗い灰色で、後頭部から背は暗い茶褐色。腰から上尾筒は橙褐色である。
目先、喉、下頬線と体下面は淡い橙褐色である。雨覆、風切羽は黒褐色で、小雨覆以外の雨覆、次列から三列風切の縁は橙褐色。尾羽も橙褐色だが、外側の尾羽から中央に向かって黒褐色を帯びる。

## 分布
主に台湾、ネパール東部、インド北西部から中国南西部、ミャンマー北西部で繁殖し、スマトラ島やジャワ島からフィリピンなどで越冬する。
日本では迷鳥として、主に九州から琉球諸島に飛来する。

## 生態
世代の長さは、2.9年である。
温帯から亜熱帯、熱帯の山地または低地の森林に生息している。